# سیاه‌ماهی آلاسکا
سیاه‌ماهی آلاسکا (نام علمی: Dallia pectoralis) نام یک گونه از تیره لجن‌ماهیان است.